# Edmund Kingsley
Edmund Kingsley (Royal Leamington Spa, Warwickshire, 5 de julio de 1982) es un actor británico de cine y televisión. Es hijo del veterano actor Ben Kingsley y hermano del también actor Ferdinand Kingsley.

## Biografía
Kingsley nació en Royal Leamington Spa, Warwickshire, hijo del actor Ben Kingsley y la directora de teatro Alison Sutcliffe. 
Su abuelo paterno, Rahimtulla Harji Bhanji (1914-1968), fue un doctor de origen gujarati, de la región del Guyarat, en la India quien se había nacionalizado keniano. Su bisabuelo era un comerciante de especias extremadamente exitoso que se había mudado de la India a Zanzíbar, donde vivió su abuelo hasta que se mudó a Inglaterra a la edad de 14 años. 
La abuela paterna de Kingsley era inglesa, de ascendencia judía. Edmund se graduó de la Royal Academy of Music en 2003 con un título en Arte Dramático. Su hermano menor Ferdinand Kingsley es también actor.

## Filmografía
| Año       | Título                                | Papel                        | Notas |
| --------- | ------------------------------------- | ---------------------------- | ----- |
| 1992      | Freddie as F.R.O.7                    | Joven Freddie                |       |
| 2004      | Así somos                             | Paramedico                   |       |
| 2004      | Agatha Christie: A Life in Pictures   | Soldado                      |       |
| 2005      | Sensitive Skin                        | Walter                       |       |
| 2008      | Swan Song                             | David                        |       |
| 2010      | Vocation                              | Hombre del clima             | Corto |
| 2010      | The Duchess of Malfi                  | Antonio                      |       |
| 2011      | Son of Nosferatu                      | Director                     | Corto |
| 2011      | The Reverend                          | Vago                         |       |
| 2011      | Hugo                                  | Técnico de cámara            |       |
| 2013      | Endeavour                             | Mark Carlisle                |       |
| 2013      | The Borgias                           | Médico                       |       |
| 2013      | Breathless                            | Mr. Walker                   |       |
| 2014      | Stonehearst Asylum                    | Charles Graves               |       |
| 2014      | Allies                                | Private Yorkie Jones         |       |
| 2015      | Casualty                              | Dominic Jefferies            |       |
| 2015      | Life in Squares                       | John Maynard Keynes          |       |
| 2015      | The Carrier                           | Tobias Black                 |       |
| 2015      | Jekyll & Hyde                         | Superintendente Channing     |       |
| 2015      | Capsule                               | Guy Taylor                   |       |
| 2012-2016 | Doctors                               | Mike Gorman / Oliver Cropper |       |
| 2016      | Éclair                                | Leo                          | Corto |
| 2017      | An Ordinary Man                       | ER Intern                    |       |
| 2017      | Interlude in Prague                   | Henry Novy                   |       |
| 2017      | Elysium Hernalsiense                  | Caspar                       |       |
| 2018      | Tomorrow                              | Ellis Barklay                |       |
| 2019      | Madness in the Method                 | Harold                       |       |
| 2021      | Framed                                | Richard Bennett              |       |
| 2021      | Benediction                           | Rex Whistler                 |       |
| 2022      | Anatomy of a Scandal                  | Mark Frisk                   |       |
| 2022      | Slow Horses                           | Seb                          |       |
| 2022      | Devils                                | Joe Talmadge                 |       |
| 2023      | Tom Jones                             | Captain Blifil               |       |
| 2023      | T.I.M                                 | Hewitt                       |       |
| 2023      | Nandor Fodor and the Talking Mongoose | Harry Houdini                |       |
| 2024      | 3 Body Problem                        | Jeremiah                     |       |